# Enteroglucagón
Los péptidos similares al glucagón (GLPs en inglés) antes conocidos en conjunto como enteroglucagón son una hormona peptídica gastrointestinal derivada del proglucagón.
Es sintetizada y secretada por las  células L del colon y del íleon terminal. 
Tiene 37 aminoácidos.
El enteroglucagón es liberado luego de la ingestión de una comida mixta, y retrasa el vaciado gástrico.
A estos péptidos se les dio el nombre de "enteroglucagón" debido a su origen entérico  [(intestinal) y a sus efectos fisiológicos (similares al glucagón). En ocasiones se los llamó colectivamente como "péptidos derivados del proglucagón".
El gen proglucagón GCG, se expresa en algunas células del intestino delgado terminal y el intestino grueso, donde se escinde en una serie de péptidos distintos. Esta vía del procesamiento del proglucagón ocurre en los endocrinocitos intestinales llamados célula L.
Actualmente esos péptidos están bien caracterizados y son:
- GLP-1 Péptido 1 similar al glucagón.
- GLP-2 Péptido 2 similar al glucagón.
- Glicentin